# Les Condamnés (film, 1948)
Pour les articles homonymes, voir Les Condamnés.
Pour plus de détails, voir Fiche technique et Distribution.
Les Condamnés est un film français réalisé par Georges Lacombe en 1947 et sorti en 1948.

## Synopsis
Hélène Séverac, après vingt ans de bonheur conjugal, découvre l'amour du jeune docteur Auburtin. Elle avoue sa passion à Jean Séverac qui refuse de divorcer et fait même nommer Auburtin à un poste important. Celui-ci délaisse assez vite Hélène et, lorsqu'on découvre que Jean Séverac vient de mourir empoisonné, il rompt définitivement, croyant à la culpabilité de la veuve. En réalité, Jean s'est tué à petites doses d'arsenic, pensant accabler ainsi les deux amants. En effet, Hélène abandonnée finit par s'accuser.

## Fiche technique
- Titre : Les Condamnés
- Réalisation : Georges Lacombe assisté de Roger Dallier
- Scénario : Solange Térac
- Adaptation et dialogues : Marc-Gilbert Sauvajon
- Photographie : Jacques Lemare
- Opérateur : Gustave Raulet
- Montage : Raymond Leboursier
- Son : Lucien Legrand
- Décors : Émile Alex Delfau
- Musique : René Cloërec
- Photographe de plateau : Igor Kalinine
- Production : Les Films Ariane, Sirius-Films (France)
- Directeur de production : Jean Rossi
- Pays :  France
- Format :  Son mono - Noir et blanc - 35 mm
- Durée : 100 minutes
- Genre : Film dramatique
- Date de sortie : France - 14 avril 1948

## Distribution
- Pierre Fresnay : Jean Séverac, le mari d'Hélène
- Yvonne Printemps : Hélène Séverac, la femme de Jean et amoureuse du docteur Auburtin
- Roger Pigaut : Le docteur Bernard Auburtin
- Marguerite Pierry : La tante Marthe Cazanier
- Jacques Castelot : Le docteur Yvame
- Charles Vissières : Le docteur Jacquier
- Charles Lemontier : M. Lebourgeon, un envoyé de l'institut pour le vote
- Guy Favières : Le colonel Rivière
- Frédéric Mariotti : Un palefrenier
- Odette Barencey : La bonne du docteur Auburtin
- Christiane Delacroix : La bonne
- Henri Niel : M. Gilles, un envoyé de l'institut pour le vote
- Georges Cahuzac : Germain, le domestique
- Jean Valmence : le jeune orateur à la réception
- Michel Jourdan : le photographe
- Jean Brunel